# Aline Marie Raynal
Aline Marie Roques Raynal (4 de febrero de 1937-Trélissac, 16 de julio de 2022) fue una botánica, profesora y exploradora francesa que trabajó extensamente en el "Laboratorio de Fanerógamas", Museo Nacional de Historia Natural de Francia.

## Libros
- 2009. Agenda Botanique 2010. Ed. Belin. 114 pp. ISBN 2701153611.
- marcel Bournérias, aline Raynal-Roques, christian Bock. 2006. Le génie des végétaux: des conquérants fragiles. Bibliothèque Pour la science. Ed. Belin. 287 pp. ISBN 2701140951.
- albert Roguenan, aline Raynal-Roques, yves Sell. 2005. Un amour d'orchidée: le mariage de la fleur et de l'insecte. Ed. Belin. 479 pp. ISBN 2701140129.
- 1994. La botanique redécouverte. Collection des nouvelles flores. Ed. Belin. 512 pp. ISBN 2701116104.

## Eponimia
- (Cyperaceae) Nemum raynalii S.S.Hooper ex Larridon & Goetgh.[2]
- (Cyperaceae) Scirpus raynalii Schuyler.[3]
- (Nyctaginaceae) Boerhavia raynalii (J.-P.Lebrun & Meikle) Govaerts.[4]
- El planeta menor 8651 Alineaynal fue nombrado en su honor.[5]